# Мокан, Григорий Семёнович
Григорий Семёнович Мокан (21 января 1899—1989) — селекционер сахарной свёклы на односемянность, лауреат Ленинской премии.
Родился 21 января 1899 г. в многодетной (18 детей) семье бедного крестьянина-земледельца в с. Байрамча Бессарабской губернии (сейчас с. Николаевка Одесской области.
Начал свою агрономическую селекционную деятельность в 1921 г. на Ситковецкой опытной станции, продолжил на Удычской и Немерчанской станциях. Вместе с начальником Немерчанской станции Л. И. Федоровичем отобрал на высадках многосемянного сорта «Удыч» (польского происхождения) односемянные материалы.
В 1935 г. отдел селекции Немерчанской станции в полном составе и со всеми материалами переведен в только что организованный Ялтушковский пункт (Л. И. Федорович стал его директором).
Там потомство односемянных материалов оказалось многосемянным. Во втором поколении выщепились отдельные односемянные растения, на базе которых к 1941 году были получены номера с односемянностью 93-94 %.
Во время войны семена были утеряны, и в 1946 году работа возобновилась заново. В результате были выведены сорта с односемянностью свыше 90 %.
За создание односемянной свеклы (сорт Ялтушковская односемянная) селекционерам О. К. Коломиец, Г. С. Мокану, А. В. Попову была присуждена Ленинская премия за 1960 год.
В 1970-е годы сорта сахарной свёклы, выведенные с участием Григория Мокана, занимали свыше 50 % всех посевов этой культуры в СССР.